# 2013년 하계 유니버시아드
제27회 하계 유니버시아드(영어: 2013 Summer Universiade, XXVII Summer Universiade, 러시아어: XXVII Всеми́рная ле́тняя Универсиа́да)는 2013년 7월 6일부터 7월 17일까지 러시아 카잔에서 열린 종합 스포츠 대회이다. 가장 북쪽 도시에서 열린 이 대회에는 162개국에서 1만 명이 넘는 선수가 참가해 유니버시아드 역사상 가장 큰 대회가 되었다.

## 개최지 선정
카잔은 2011년 제26회 대회도 개최 도시 신청을 한 적이 있었지만, 두 표 차이로 개최권을 중국 선전에 양보해야 했다. 카잔은 2013년 대회 개최에 다시 도전해 성공했다.

## 대회

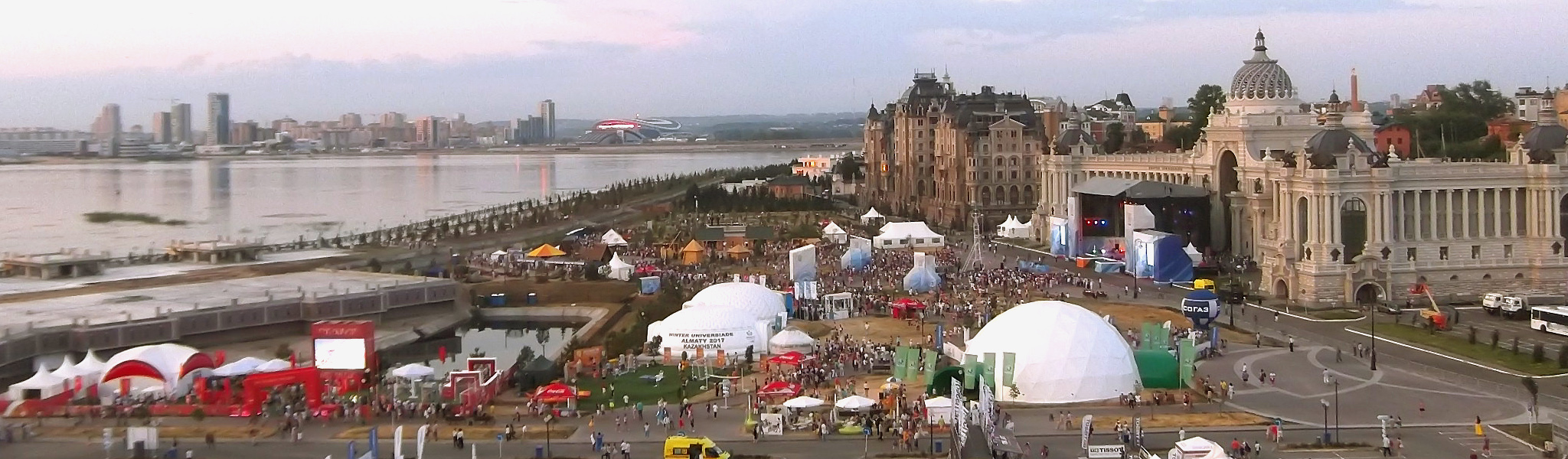
문화 유니버시아드 공원

러시아는 대회를 앞두고 카잔 국제 공항을 허브 공항으로 완전히 재건축했다. 더불어 카잔 1 레일 버스 터미널을 재건축함과 동시에 카잔 2 레일버스 터미널을 신축했다.

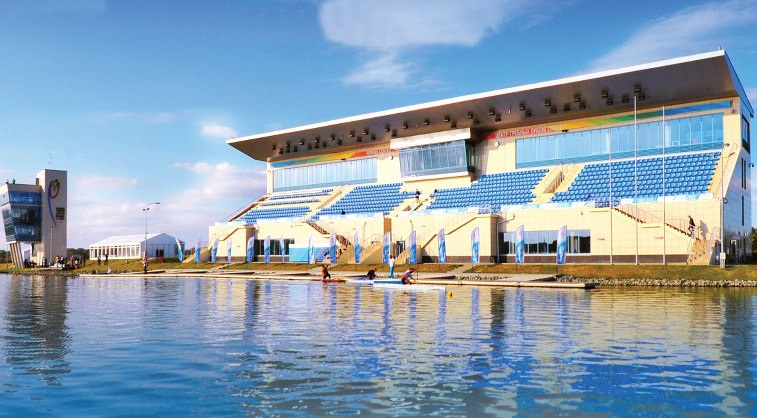
조정 센터
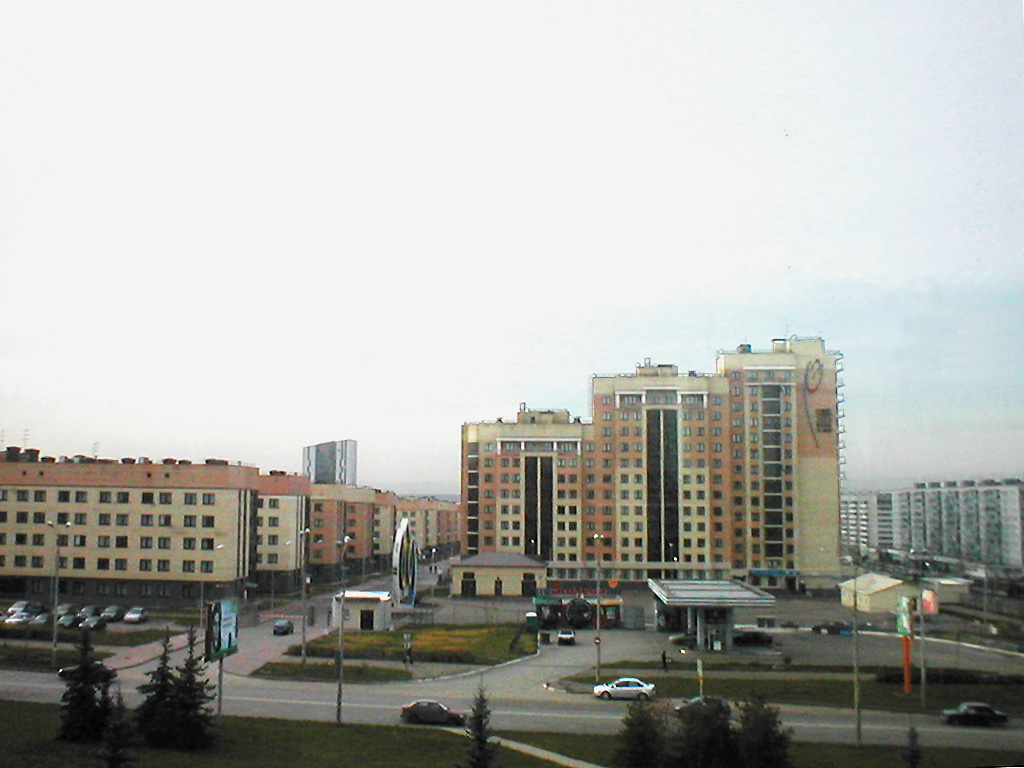
유니버시아드 선수촌
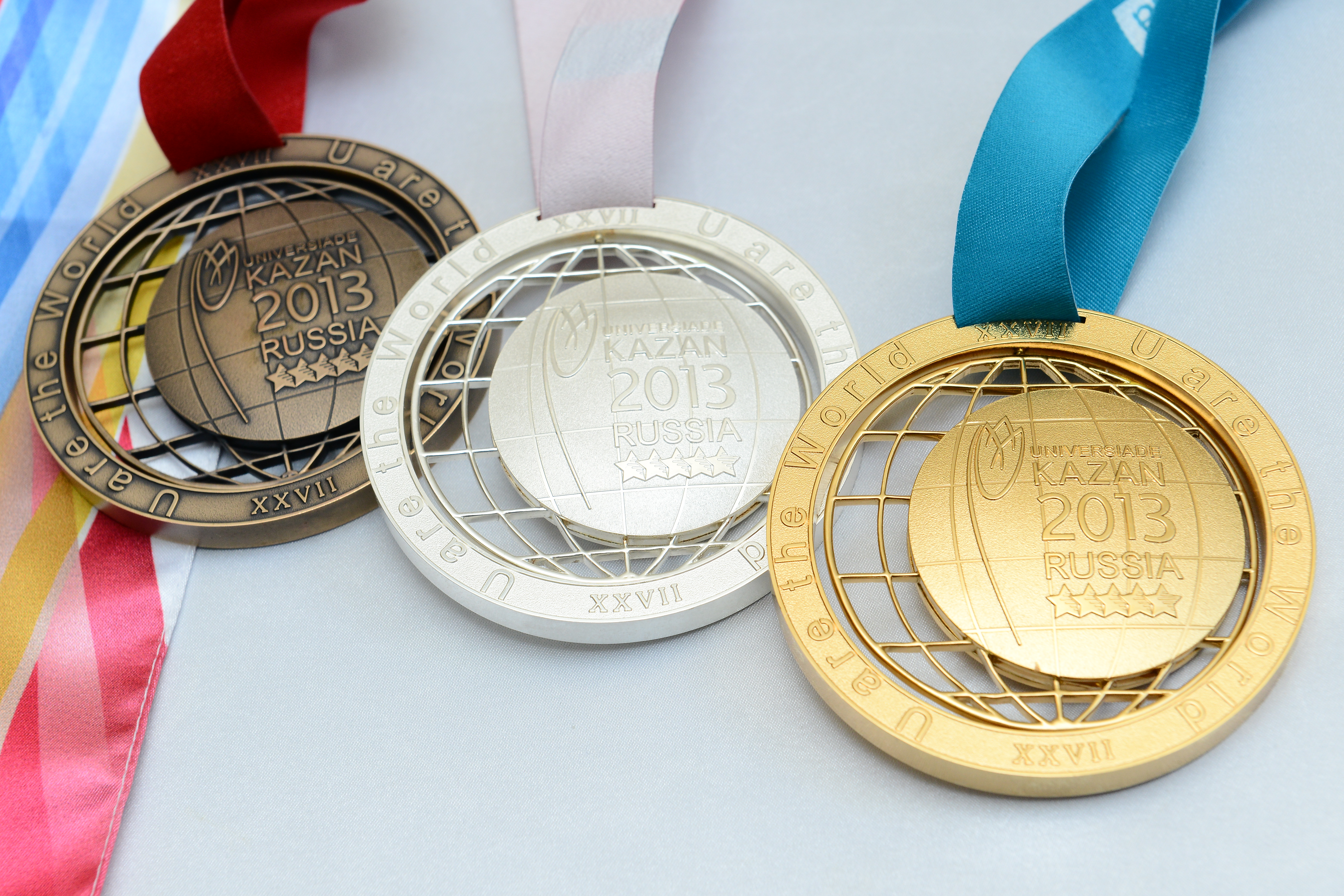
메달

## 대회 종목
- 농구
- 다이빙
- 럭비
- 배구
- 배드민턴
- 벨트레슬링
- 복싱
- 비치발리볼
- 사격
- 삼보
- 수구
- 수영
- 싱크로나이즈
- 역도
- 유도
- 육상
- 조정
- 체스
- 체조
- 축구
- 카누
- 탁구
- 테니스
- 펜싱
- 하키

## 참가 국가
| - 알바니아 - 알제리 - 아메리칸사모아 - 안도라 - 앙골라 - 앵귈라 - 아르헨티나 - 아르메니아 - 아루바 - 오스트레일리아 - 오스트리아 - 아제르바이잔 - 바하마 - 방글라데시 - 바베이도스 - 벨라루스 - 벨기에 - 베냉 - 버뮤다 - 보스니아 헤르체고비나 - 보츠와나 - 브라질 - 불가리아 - 부르키나파소 - 부룬디 - 카메룬 - 캐나다 - 중앙아프리카 공화국 - 차드 - 칠레 - 중국 - 콜롬비아 - 코모로 - 콩고 공화국 - 코스타리카 - 크로아티아 - 쿠바 - 퀴라소 - 키프로스 - 체코 - 덴마크 - 지부티 - 도미니카 공화국 - 콩고 민주 공화국 - 에콰도르 - 이집트 - 엘살바도르 - 에스토니아 - 에티오피아 - 미크로네시아 연방 - 피지 - 핀란드 - 프랑스 - 조지아 | - 독일 - 가나 - 영국 - 그리스 - 과테말라 - 기니 - 기니비사우 - 아이티 - 온두라스 - 홍콩 - 헝가리 - 아이슬란드 - 인도 - 인도네시아 - 이란 - 아일랜드 - 이스라엘 - 이탈리아 - 코트디부아르 - 자메이카 - 일본 - 요르단 - 카자흐스탄 - 케냐 - 키르기스스탄 - 라트비아 - 레바논 - 레소토 - 리히텐슈타인 - 리투아니아 - 룩셈부르크 - 마카오 - 북마케도니아 - 마다가스카르 - 말라위 - 말레이시아 - 몰디브 - 말리 - 몰타 - 멕시코 - 몰도바 - 모나코 - 몽골 - 몬테네그로 - 모잠비크 - 나미비아 - 네덜란드 - 네팔 - 뉴질랜드 - 니카라과 - 니제르 - 나이지리아 - 북마리아나 제도 - 조선민주주의인민공화국 | - 노르웨이 - 오만 - 파키스탄 - 팔레스타인 - 파나마 - 파라과이 - 페루 - 필리핀 - 폴란드 - 포르투갈 - 푸에르토리코 - 카타르 - 루마니아 - 러시아 - 르완다 - 사모아 - 산마리노 - 세네갈 - 세르비아 - 세이셸 - 시에라리온 - 싱가포르 - 슬로바키아 - 슬로베니아 - 소말리아 - 남아프리카 공화국 - 대한민국 - 스페인 - 스리랑카 - 수리남 - 스와질란드 - 스웨덴 - 스위스 - 시리아 - 중화 타이베이 - 타지키스탄 - 탄자니아 - 태국 - 토고 - 트리니다드 토바고 - 튀니지 - 튀르키예 - 투르크메니스탄 - 우간다 - 우크라이나 - 아랍에미리트 - 미국 - 우루과이 - 우즈베키스탄 - 베네수엘라 - 베트남 - 미국령 버진아일랜드 - 잠비아 - 짐바브웨 |

## 메달 현황
| 순위 | 국가                   | 금메달 | 은메달 | 동메달 | 합계 |
| ---- | ---------------------- | ------ | ------ | ------ | ---- |
| 1    | 러시아                 | 155    | 75     | 62     | 292  |
| 2    | 중국                   | 26     | 29     | 22     | 77   |
| 3    | 일본                   | 24     | 28     | 32     | 84   |
| 4    | 대한민국               | 17     | 12     | 12     | 41   |
| 5    | 벨라루스               | 13     | 13     | 14     | 40   |
| 6    | 우크라이나             | 12     | 29     | 36     | 77   |
| 7    | 미국                   | 11     | 14     | 15     | 40   |
| 8    | 남아프리카 공화국      | 7      | 3      | 4      | 14   |
| 9    | 이탈리아               | 6      | 17     | 21     | 44   |
| 10   | 오스트레일리아         | 6      | 4      | 6      | 16   |
| 11   | 리투아니아             | 6      | 1      | 3      | 10   |
| 12   | 폴란드                 | 5      | 9      | 16     | 30   |
| 13   | 프랑스                 | 5      | 9      | 12     | 26   |
| 14   | 독일                   | 4      | 6      | 9      | 19   |
| 15   | 아제르바이잔           | 4      | 5      | 7      | 16   |
| 16   | 중화 타이베이          | 4      | 4      | 7      | 15   |
| 17   | 브라질                 | 4      | 3      | 4      | 11   |
| 18   | 헝가리                 | 4      | 2      | 9      | 15   |
| 19   | 카자흐스탄             | 3      | 11     | 16     | 30   |
| 20   | 몽골                   | 3      | 6      | 16     | 25   |
| 21   | 체코                   | 3      | 6      | 7      | 16   |
| 22   | 우즈베키스탄           | 2      | 7      | 10     | 19   |
| 23   | 태국                   | 2      | 7      | 6      | 15   |
| 24   | 캐나다                 | 2      | 5      | 9      | 16   |
| 25   | 투르크메니스탄         | 2      | 3      | 9      | 14   |
| 26   | 키르기스스탄           | 2      | 2      | 8      | 12   |
| 27   | 조선민주주의인민공화국 | 2      | 2      | 2      | 6    |
| 28   | 이스라엘               | 2      | 1      | 1      | 4    |
| 29   | 튀르키예               | 2      | 0      | 5      | 7    |
| 30   | 루마니아               | 2      | 0      | 4      | 6    |
| 31   | 포르투갈               | 2      | 0      | 2      | 4    |
| 32   | 아르메니아             | 1      | 5      | 4      | 10   |
| 33   | 이란                   | 1      | 5      | 3      | 9    |
| 34   | 멕시코                 | 1      | 4      | 6      | 11   |
| 35   | 슬로바키아             | 1      | 3      | 2      | 6    |
| 36   | 쿠바                   | 1      | 2      | 2      | 5    |
| 37   | 영국                   | 1      | 1      | 4      | 4    |
| 38   | 오스트리아             | 1      | 0      | 3      | 4    |
| 39   | 벨기에                 | 1      | 0      | 1      | 2    |
| 40   | 미국령 버진아일랜드    | 1      | 0      | 0      | 1    |
| 40   | 보츠와나               | 1      | 0      | 0      | 1    |
| 40   | 필리핀                 | 1      | 0      | 0      | 1    |
| 43   | 몰도바                 | 0      | 2      | 11     | 13   |
| 44   | 타지키스탄             | 0      | 2      | 3      | 5    |
| 45   | 세르비아               | 0      | 1      | 8      | 9    |
| 46   | 불가리아               | 0      | 1      | 3      | 4    |
| 46   | 자메이카               | 0      | 1      | 3      | 4    |
| 48   | 조지아                 | 0      | 1      | 2      | 3    |
| 48   | 라트비아               | 0      | 1      | 2      | 3    |
| 50   | 스페인                 | 0      | 1      | 1      | 2    |
| 50   | 아르헨티나             | 0      | 1      | 1      | 2    |
| 52   | 마다가스카르           | 0      | 1      | 0      | 1    |
| 52   | 세네갈                 | 0      | 1      | 0      | 1    |
| 52   | 아일랜드               | 0      | 1      | 0      | 1    |
| 52   | 인도                   | 0      | 1      | 0      | 1    |
| 52   | 인도네시아             | 0      | 1      | 0      | 1    |
| 52   | 케냐                   | 0      | 1      | 0      | 1    |
| 52   | 핀란드                 | 0      | 1      | 0      | 1    |
| 59   | 말레이시아             | 0      | 0      | 3      | 3    |
| 60   | 네덜란드               | 0      | 0      | 2      | 2    |
| 60   | 스위스                 | 0      | 0      | 2      | 2    |
| 62   | 그리스                 | 0      | 0      | 1      | 1    |
| 62   | 뉴질랜드               | 0      | 0      | 1      | 1    |
| 62   | 베네수엘라             | 0      | 0      | 1      | 1    |
| 62   | 슬로베니아             | 0      | 0      | 1      | 1    |
| 62   | 알바니아               | 0      | 0      | 1      | 1    |
| 62   | 에스토니아             | 0      | 0      | 1      | 1    |
| 62   | 칠레                   | 0      | 0      | 1      | 1    |
| 62   | 코트디부아르           | 0      | 0      | 1      | 1    |
| 62   | 크로아티아             | 0      | 0      | 1      | 1    |
| 합계 | 합계                   | 353    | 351    | 461    | 1165 |